# Phiale
Phiale is een geslacht van spinnen uit de familie springspinnen (Salticidae).

## Soorten
De volgende soorten zijn bij het geslacht ingedeeld:
- Phiale aschnae Makhan, 2006
- Phiale bicuspidata (F. O. P.-Cambridge, 1901)
- Phiale bilobata (F. O. P.-Cambridge, 1901)
- Phiale bipunctata Mello-Leitão, 1947
- Phiale bisignata (F. O. P.-Cambridge, 1901)
- Phiale bryantae Roewer, 1951
- Phiale bulbosa (F. O. P.-Cambridge, 1901)
- Phiale crocea C. L. Koch, 1846
- Phiale cruentata (Walckenaer, 1837)
- Phiale cubana Roewer, 1951
- Phiale elegans (F. O. P.-Cambridge, 1901)
- Phiale flavescens (Peckham & Peckham, 1896)
- Phiale formosa (Banks, 1909)
- Phiale geminata (F. O. P.-Cambridge, 1901)
- Phiale gratiosa C. L. Koch, 1846
- Phiale guttata (C. L. Koch, 1846)
- Phiale hieroglyphica (F. O. P.-Cambridge, 1901)
- Phiale huadquinae Chamberlin, 1916
- Phiale laticava (F. O. P.-Cambridge, 1901)
- Phiale lehmanni Strand, 1908
- Phiale longibarba (Mello-Leitão, 1943)
- Phiale mediocava (F. O. P.-Cambridge, 1901)
- Phiale mimica (C. L. Koch, 1846)
- Phiale niveoguttata (F. O. P.-Cambridge, 1901)
- Phiale ortrudae Galiano, 1981
- Phiale pallida (F. O. P.-Cambridge, 1901)
- Phiale quadrimaculata (Walckenaer, 1837)
- Phiale radians (Blackwall, 1862)
- Phiale roburifoliata Holmberg, 1875
- Phiale rubriceps (Taczanowski, 1871)
- Phiale septemguttata (Taczanowski, 1871)
- Phiale similis (Peckham & Peckham, 1896)
- Phiale simplicicava (F. O. P.-Cambridge, 1901)
- Phiale tristis Mello-Leitão, 1945
- Phiale virgo C. L. Koch, 1846